# Szűcs Jenő (történész)
Szűcs Jenő (Debrecen, 1928. július 13. – Leányfalu, 1988. november 24.) a 20. század kiemelkedő magyar történésze, egyetemi tanár, a történelemtudomány doktora (1987), állami díjas (1985).

## Élete és munkássága
Édesapja, dr. Szűcs László (?–1944) járásbíró, majd törvényszéki bíró, édesanyja Popini Margit volt. Anyai nagyapja Popini Albert. Tanulmányait az ELTE-n végezte (1948–1953), 1950-ig mint az Eötvös Kollégium tagja. 1953-ban történelem–levéltár szakon szerzett diplomát. Már egyetemi hallgatóként felfigyeltek rá tanárai, diáktársai.
1952-60 között a Magyar Országos Levéltár munkatársa volt; előbb a Középkori Gyűjtemény s a Családi Levéltárak osztályán, majd a Kamarai Levéltár referenseként levéltáros, utóbb főlevéltáros. Évekig kutatta a Felvidék levéltárait. Az 1956-os forradalom után háttérbe szorította a hatalom.
1960-tól az MTA Történettudományi Intézetének tudományos munkatársa, 1972-től főmunkatársa, 1976-tól a Középkori Osztály vezetője, majd főosztályvezetője. 1972-ben „Gentilizmus”. A barbár etnikai tudat kérdése című disszertációjával a történelemtudomány kandidátusa lett. Kutatói pályájának kezdeti éveiben a középkori magyar várostörténettel és a 16-18. századi igazságtörténet kérdéseivel foglalkozott.
1960 után – összefüggésben a magyar történeti tudat „nacionalista maradványairól” és általában a nemzet fogalmáról a magyar történetírásban és publicisztikában kibontakozott, Molnár Erik által kezdeményezett vitával – érdeklődése a középkori eszmetörténet, ezen belül a politikai gondolkodás és a nemzeti tudat előtörténete felé fordult, de általában is foglalkozott a nemzeti kérdés elméletével. Részletesen kidolgozta a középkori nemzetfogalom használatát. Ő volt az első magyar történész, Deér József után, de nála sokkal kidolgozottabb módon, aki a nemzetközi irodalom fölényes ismerete és terminológiájának adaptációja révén, koherens rendszert tudott alkotni a nemzet fogalmával és annak középkori vonatkozásaival kapcsolatban.
Élete utolsó szakaszában a kései Árpád-kor történetével, főként a 13. századi átalakulás gazdaság- és társadalomtörténeti vonatkozásaival, ebből kitekintve Magyarország történetének regionális helyével foglalkozott. Akadémiai doktori disszertációját Az utolsó Árpádok címmel írta meg. IV. Béla életművét tárgyaló biográfiát írt. Utolsó éveiben behatóan foglalkozott a magyarországi városhálózat térbeli tagolódásának kérdésével, valamint pénztörténettel is.
Eredetileg a Bibó István tiszteletére 1980-ban összeállított, szamizdatban megjelent emlékkönyvbe írta meg nagy hatású, az akkori politikai hatalom számára nehezen elfogadható tézist tartalmazó tanulmányát Európa három régiójáról, amelyben azt bizonyította, hogy a Magyarországot felölelő térség nem kelet-európai, hanem egy Nyugat- és Kelet-Európa közé ékelődött, de minőségében inkább az előbbihez közel álló harmadik történeti régióként (Kelet-Közép-Európa) fejlődött. 
Ez a műve 1985-ben jelent meg francia fordításban "Három Európa" címen Fernand Braudel előszavával. Rendkívül elismerő francia fogadtatásának köszönhetően ezt a tanulmányát később németül, lengyelül, románul, szlovákul, olaszul és angolul is kiadták.

## Főbb művei
- A klerikális reakció ellenforradalmi tevékenysége 1848-49-ben; Művelt Nép, Bp., 1952 (Útmutató városi és falusi előadók számára)
- A tatárjárás; Művelt Nép, Bp., 1953 (Útmutató városi és falusi előadók számára)
- Hunyadi Mátyás; Egyetemi Ny., Bp., 1954 (Útmutató Társadalom- és Természettudományi Ismeretterjesztő Társulat előadói számára)
- A magyarországi huszita-mozgalom és az 1437-i erdélyi parasztfelkelés; Egyetemi Ny., Bp., 1954 (Útmutató Társadalom- és Természettudományi Ismeretterjesztő Társulat előadói számára)
- Városok és kézművesség a XV. századi Magyarországon (Bp., 1955)
- Hunyadi János. Történelmi tanulmány; szemelvényanyag összeáll. Pálmai József; Hazafias Népfront, Bp., 1956
- A középkori építészet munkaszervezetének kérdéséhez (Bp. Régiségei, 1958)
- A nemzet historikuma és a történetszemlélet nemzeti látószöge (Hozzászólás egy vitához) (Bp., 1970)
- A ferences obszervancia és az 1514. évi parasztháború (Levéltári Közlemények, 1972)
- Társadalomelmélet, politikai teória és történetszemlélet Kézai Simon Gesta Hungarorumában (1-2. rész, Századok, 1973. 3-4. sz.);
- Theoretical elements in Master Simon of Kéza's Gesta Hungarorum 1282-1285 A.D.. (Studia historica Academiae Scientiarum Hungaricae (96). Akadémiai Kiadó, Budapest, 1975)
- Nemzet és történelem (Tanulmányok, Bp., 1974, németül: Bp., 1981); Die Ideologie des Bauernkrieges. (Az Osteuropäische Bauernbewegungen c. kötetben Bp., 1977);
- A kereszténység belső politikuma a XIII. század derekán. IV. Béla király és az egyház (Történelmi Szle, 1981. 3. sz);
- Megosztott parasztság – egységesülő jobbágyság. A paraszti társadalom átalakulása a 13. században (1-2. rész, Századok, 1981. 1-2. sz.);
- Vázlat Európa három történeti régiójáról (Történelmi Szemle, 1981. 3. sz., önálló kötetben: Bp., 1983; Les trois Europes, Fernand Braudel előszavával, L'Harmattan, Domaines danubiens sorozat, Párizs, 1985, II. kiadás Virág Ibolya, Párizs, 2002);
- Szűcs Jenő–Hanák Péter: Európa régiói a történelemben; MTA Történettudományi Intézet–OPI, Bp., 1987 (Előadások a Történettudományi Intézetben)
- Szlavóniai báni dénárok Erdélyben. Kereskedelemtörténet a pénztörténet tükrében (1318-1336) (Századok 1986. 3. sz.)
- Hozzászólás az Új Márciusi Front vitanapján (1988)
- Szent István intelmei: az első magyarországi államelméleti mű. (A Szent István és kora c. kötetben Bp., 1988)
- A szepesi kamarai levéltár, 1567-1813; szerk. Varga János; Akadémiai, Bp., 1991 (Magyar Országos Levéltár kiadványai I. Levéltári leltárak)
- A magyar nemzeti tudat kialakulása. Két tanulmány a kérdés előtörténetéből (posztumusz) (Szeged 1992)
- Az utolsó Árpádok (posztumusz) (Bp., 1993)
- Szakály Ferenc–Szűcs Jenő: Budai bortizedjegyzékek a 16. század első harmadából; mutatók Szatucsek Zoltán, tan. Kubinyi András; História–MTA Történettudományi Intézet, Bp., 2005 (História könyvtár. Okmánytárak)

## Díja
- A Magyar Népköztársaság Állami Díja (1985) – Magyarország, valamint Közép- és Kelet-Európa középkori gazdasági, társadalmi és ideológiatörténetének kutatásában végzett kimagasló eredményeiért.
- Kossuth-díj